# Valdete Idrizi
Valdete Idrizi (1973) és la directora de la CiviKos Platform (a data de 2017). Va ser, a més, fundadora i directora executiva de l'ONG Community-Building Mitrovica, que treballa per la pau construint comunitats en la regió de Mitrovica, al nord de Kosovo. Durant els sis anys abans del 2008, Community-Building Mitrovica era l'única organització de Mitrovica que animava a la reconciliació i que construïa ponts entre les ètnies albanesa i sèrbia. Idrizi mateixa és d'ètnia albanesa i prové de Kosovo, del nord de Mitrovica, i va perdre la seva casa l'any 1999 en la invasió sèrbia. Encara a l'any 2008, la seva casa estava ocupada per serbis. Community-Building Mitrovica ha aconseguit fer retornar alguns serbis a les seves cases de Kosovo, motiu pel qual Idrizi va rebre amenaces de mort de milicians albanokosovars.
Idrizi va rebre l'any 2008 el Premi Internacional Dona Coratge i el Premi Internacional Soroptimist de la Pau.
Va ser elegida directora executiva de la CiviKos Platform al desembre de 2011. CiviKos és una iniciativa d'organització de la societat civil de Kosovo "que té per objectiu crear i permetre un ambient de cooperació entre el sector formal de la societat civil i el govern".